# Station Millstreet
Station Millstreet is een spoorwegstation in Millstreet in het Ierse graafschap Cork. Het station ligt aan de lijn Dublin - Tralee. Via Mallow is er een directe aansluiting naar Cork. Het station is in 1992-93 gerenoveerd in verband met het Eurovisiesongfestival dat in 1993 in Millstreet werd gehouden.